# Dallasiellus puncticoria
Dallasiellus puncticoria är en insektsart som beskrevs av Richard C. Froeschner 1960. Dallasiellus puncticoria ingår i släktet Dallasiellus och familjen taggbeningar. Inga underarter finns listade i Catalogue of Life.